# Montmirail (Marna)

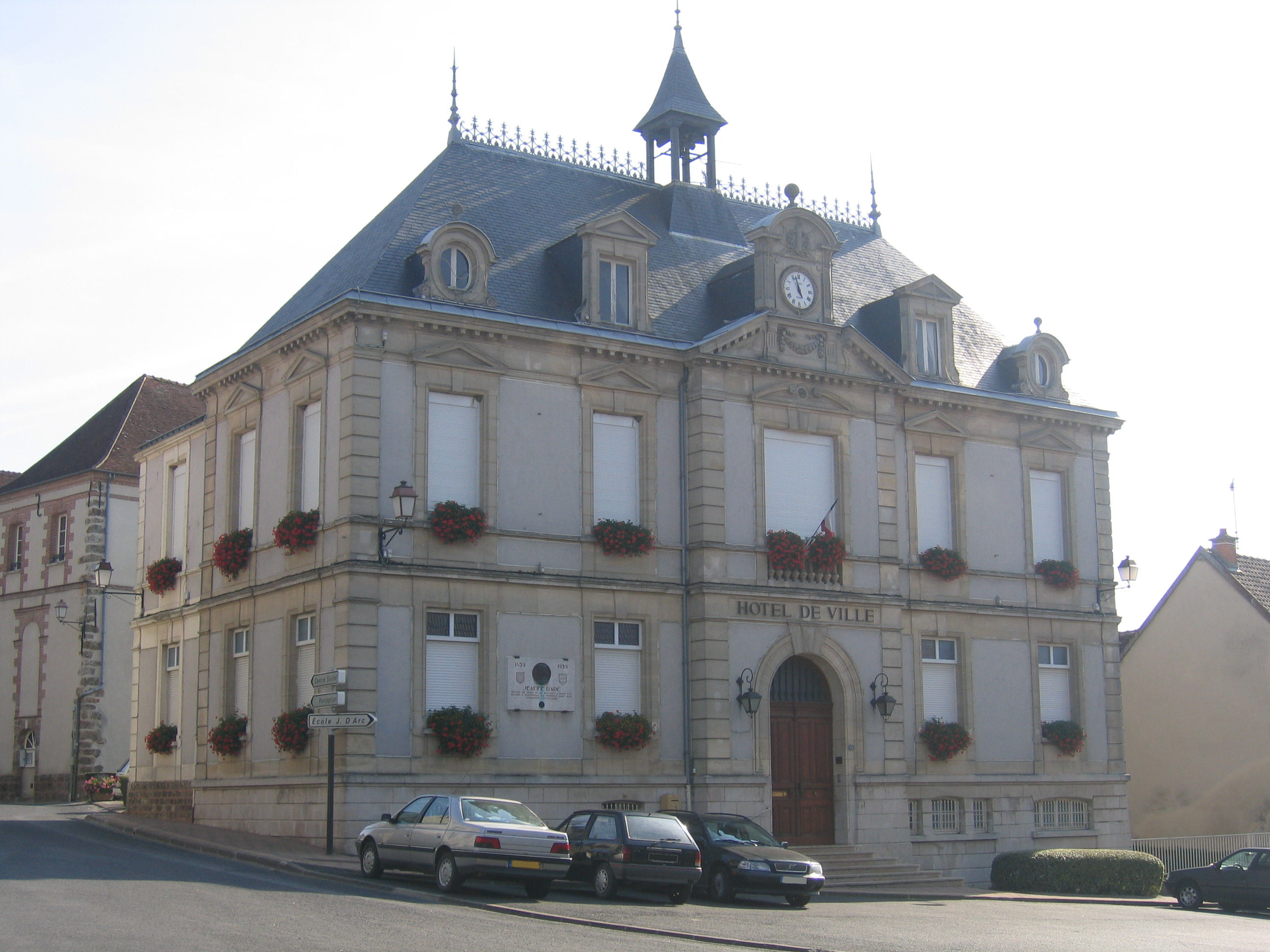
Ratusz

Montmirail – miejscowość i gmina we Francji, w regionie Grand Est, w departamencie Marna.
Według danych na rok 1990 gminę zamieszkiwały 3812 osoby, a gęstość zaludnienia wynosiła 78 osób/km².

## Gospodarka
- Zakłady przemysłowe założone w drugiej połowie XX wieku:
  - zakłady firmy Axon’, produkcja kabli i podzespołów dla satelitów i samolotów (zatrudnienie 700 osób)[1].